# Аудендейк, Пит
Петрюс Йоханнес (Пит) Аудендейк (нидерл. Petrus Johannes "Piet" Oudendijk; 27 января 1911, Весп — 3 октября 1983) — нидерландский футболист, игравший на позиции нападающего, выступал за команды «Аякс», «’т Гой» и «Блау-Вит».

## Спортивная карьера
Пит Аудендейк начинал футбольную карьеру в амстердамском «Аяксе», играл за резервный состав клуба. В первой команде нападающий дебютировал 20 марта 1932 года в матче третьего раунда Кубка Нидерландов против клуба «Тюбантия». В чемпионате Нидерландов впервые сыграл 18 сентября 1932 года в матче с ДФК, завершившимся вничью со счётом 1:1.
Летом 1933 года Аудендейк отправился с командой в двухнедельное турне по странам балканского полуострова. В матче против румынской «Униря Триколор», состоявшемся 23 июля, Пит забил три гола, а его команда одержала крупную победу — 5:0.
Сезон 1933/34 Пит начал как игрок основного состава и уже во 2-туре забил первый гол в чемпионате, отличившись в матче со «Спартой». В 4-туре покер Аудендейка принёс «Аяксу» крупную победу над «Фейеноордом» — хозяева победили со счётом 7:1. За сезон Пит забил 11 голов в 14 матчах — «Аякс» по итогам чемпионата выиграл свой пятый титул чемпиона страны.
В начале сезона 1934/35 «Аякс» выиграл Кубок АРОЛ, в финале которого Аудендейк забил два гола в ворота ДВС, но затем футболист оказался на скамейке запасных и лишь однажды сыграл за основной состав в кубковом матче.
В январе 1935 года появилась информация о возможном переходе Пита в амстердамский ДВС, но в конечном итоге он оказался в клубе «’т Гой». В команде из Хилверсюма нападающий выступал на протяжении двух лет, а в январе 1937 года перешёл в амстердамский «Блау-Вит».

## Личная жизнь
Пит родился в январе 1911 года в городе Весп в семье плотника. Отец — Каспер Аудендейк, был родом из города Монниккендам, мать — Корнелиа Йоханна ван Спреуэнбюрг, родилась в Веспе. Мать Пита умерла в мае 1917 года в возрасте 44 лет, когда ему было шесть лет, а спустя четыре месяца отец женился во второй раз.
В январе 1931 года Аудендейк был призван в армию. Со своей будущей женой Мари ван’т Клостер познакомился в Хилверсюме, когда выступал за местный клуб «’т Гой». Их брак был зарегистрирован 1 июня 1939 года в Хилверсюме.

## Достижения
- Чемпион Нидерландов: 1933/34